# Mas de Sant Joan
El Mas de Sant Joan és una masia del municipi de Sant Joan de Vilatorrada (Bages) protegida com a bé cultural d'interès local.

## Descripció
És una construcció Civil, es tracta d'una masia que s'amplià a partir de l'església romànica de Sant Joan de Vilatorrada que avui ha quedat totalment inserida dins l'obra de la casa i no és visible des de l'exterior. El mas veí i annex a la primera església s'amplià al segle xviii amb la construcció d'un esquema de masia clàssic, amb planta basilical, coberta a doble vessant i amb el carener paral·lel a la façana, orientada a migdia. Al costat de llevant s'hi varen construir les dependències annexes del graner, corts, pallisses, etc.

## Història
La masia de Sant Joan sempre vinculada a la parròquia i església de Sant Joan de Vilatorrada, degué consolidar-se definitivament com a mas al perdre la categoria de parròquia l'església de Sant Joan.
L'any 1553 no és esmentat al fogatge i hem de pensar que fins al segle xviii no adquireix les funcions pròpies d'una masia. Recordem que l'any 1908 fou totalment abandonat el culte a l'església de Sant Joan al construir-se el nou edifici al mig del poble que començava a créixer a un lloc més pla i proper al camí de Manresa.